# 観音町停留場
観音町停留場（かんおんまちていりゅうじょう、観音町電停）は、広島市西区天満町にある広島電鉄本線の停留場である。駅番号はM15。

## 歴史
当停留場付近は隣の天満町停留場と合わせて改廃が多く、資料によって時期に異同があるが、ここでは主に『日本鉄道旅行地図帳』を参考にした。

### 年表
- 1921年（大正10年）以前：観音町停留場として開業[2]。
- 1929年（昭和4年）頃：廃止[2]。代わって隣の西天満町停留場（現・天満町停留場）が観音町停留場に改称[2]。
- 1936年（昭和11年）7月11日：再開業[2]。それまで観音町停留場を名乗っていた隣の停留場は西天満町停留場に再改称[2]。
- 1942年（昭和17年）5月：休止[2]。
- 1964年（昭和39年）4月21日：西天満町停留場として再開業[2]。
- 1965年（昭和40年）4月1日：観音町停留場に再改称[2]。
- 1996年（平成8年）10月：駅番号「M16」を付与[3]。
- 2025年（令和7年）8月3日：駅番号を「M15」へ変更[4]。

## 停留場構造
本線はほぼすべての区間で軌道が道路上に敷かれている併用軌道であり、当停留場も道路上にホームが設けられている。
ホームは低床式で2面あり、東西方向に伸びる2本の線路を挟み込むように向かい合って配置されている（相対式ホーム）。線路の北側に紙屋町方面の上りホーム、南側に広電西広島（己斐）方面の下りホームがある。周辺の道幅が狭く、ホームの幅も極端に狭い。加えて上りホームは電車がカーブを曲がった先にあるため、電車との干渉を避けるように切り欠きがなされている。

### 運行系統
本線には広島電鉄が運行するすべての系統が乗り入れるが、このうち当停留場には2号線、3号線、それに0号線が乗り入れている。
| 上りホーム | 2号線         | 広島駅ゆき             |                |
| 上りホーム | 0号線 · 3号線 | 日赤病院前ゆき         | 日赤病院前ゆき |
| 上りホーム | 0号線 · 3号線 | 広電本社前ゆき         |                |
| 下りホーム | 2号線         | 広電宮島口ゆき         |                |
| 下りホーム | 2号線 · 3号線 | 広電西広島（己斐）ゆき |                |

## 停留場周辺
周辺は住宅街となっている。すぐそばには中広通りが走り、南へ少し歩いたところには平和大通りがある。
- 広島西郵便局
- 都町公園
- フレスタ 上天満店

## 隣の停留場
広島電鉄
本線
天満町停留場 (M14) - 観音町停留場 (M15) - 西観音町停留場 (M16)